# Astrid-Lindgren-Gedächtnis-Preis

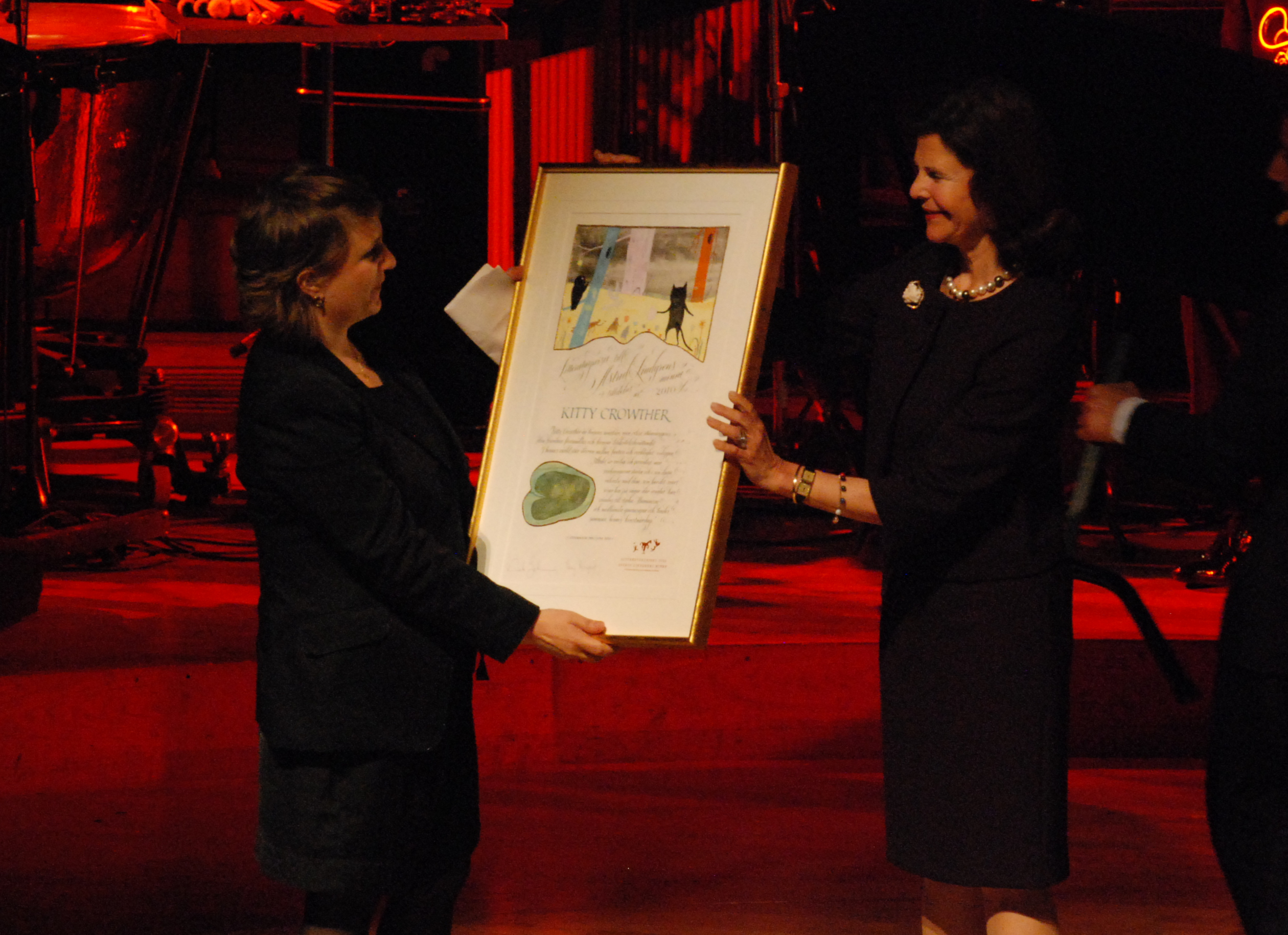
Verleihung des Astrid-Lindgren-Gedächtnis-Preises 2010 durch die Schwedische Königin

Der Astrid-Lindgren-Gedächtnis-Preis (schwedisch Litteraturpriset till Astrid Lindgrens minne; englisch Astrid Lindgren Memorial Award, ALMA) ist die weltweit höchstdotierte Auszeichnung für Kinder- und Jugendliteratur. Der Preis wurde nach dem Tode Astrid Lindgrens im Jahr 2002 von der Schwedischen Regierung gestiftet. Die Auszeichnung, die mit 5 Millionen schwedischen Kronen dotiert ist (rund 460.000 Euro im Frühling 2025), wird seit 2003 jährlich an einen oder mehrere Preisträger verliehen. Ausgezeichnet werden Autoren, Illustratoren, mündliche Erzähler sowie Einzelpersonen oder Organisationen, die in der Leseförderung im Geist Lindgrens aktiv sind. Eine Expertenjury wählt die Gewinner aus den Kandidaten, die weltweit von Organisationen und Institutionen nominiert werden. 
Im Jahr 2024 wurden 245 Illustratoren, Schriftsteller und Institutionen aus 68 Ländern nominiert. Am 1. April 2025 wurde bekannt gegeben, dass der Preis der französischen Autorin Marion Brunet zuerkannt wird. Es hatten sich 265 Autorinnen und Autoren aus über 70 Ländern beworben.
Die Verwaltung des ALMA liegt beim staatlichen Kulturrat Schwedens. Die schwedische Jury hat eine ähnliche Zielsetzung wie die internationale Jury des Hans-Christian-Andersen-Preises, was 2009 auf dem IBBY-Kongress in Kopenhagen zu einer heftigen Debatte führte.

## Preisträger
| Jahr | Preisträger/-in                         | Land                       |
| ---- | --------------------------------------- | -------------------------- |
| 2003 | Maurice Sendak                          | USA                        |
| 2003 | Christine Nöstlinger                    | Österreich                 |
| 2004 | Lygia Bojunga Nunes                     | Brasilien                  |
| 2005 | Ryōji Arai                              | Japan                      |
| 2005 | Philip Pullman                          | Vereinigtes Königreich     |
| 2006 | Katherine Paterson                      | USA                        |
| 2007 | Banco del Libro                         | Venezuela                  |
| 2008 | Sonya Hartnett                          | Australien                 |
| 2009 | Tamer Institute for Community Education | Staat Palästina            |
| 2010 | Kitty Crowther                          | Belgien                    |
| 2011 | Shaun Tan                               | Australien                 |
| 2012 | Guus Kuijer                             | Niederlande                |
| 2013 | Isol                                    | Argentinien                |
| 2014 | Barbro Lindgren                         | Schweden                   |
| 2015 | PRAESA                                  | Südafrika                  |
| 2016 | Meg Rosoff                              | USA/Vereinigtes Königreich |
| 2017 | Wolf Erlbruch                           | Deutschland                |
| 2018 | Jacqueline Woodson                      | USA                        |
| 2019 | Bart Moeyaert                           | Belgien                    |
| 2020 | Baek Hee-na                             | Südkorea                   |
| 2021 | Jean-Claude Mourlevat                   | Frankreich                 |
| 2022 | Eva Lindström                           | Schweden                   |
| 2023 | Laurie Halse Anderson                   | USA                        |
| 2024 | Indigenous Literacy Foundation          | Australien                 |
| 2025 | Marion Brunet                           | Frankreich                 |

1. ↑  Organisation zur Leseförderung von Kindern
2. ↑  „Project for the Study of Alternative Education in South Africa“